# Маријо Ближњак
Маријо Ближњак (слч. Mário Bližňák — Тренчин, 6. март 1987) професионални је словачки хокејаш на леду који игра на позицији центра.
Члан је сениорске репрезентације Словачке за коју је на међународној сцени дебитовао на светском првенству 2012. године. На том првенству словачки тим је освојио сребрну медаљу.
Учествовао је ја улазном драфту НХЛ лиге 2005. где га је као 205. пика у седмој рунди одабрала екипа Ванкувер канакса. Током 6 сезона проведених у Канади одиграо је свега 6 утакмица за Канаксе у НХЛ лиги, а највећи део тог времена провео је у њиховој филијали Манитоба мусима у АХЛ лиги. У лето 2011. враћа се з Европу где игра за прашку Спарту и Слован из Братиславе.